# Nimlot B
Nimlot, Nimlot B o Nemareth (nm3rṯ) va ser un príncep, general i governador egipci als inicis de la dinastia XXII.
| n · mA | r · V13 |

| n · mA | r · V13 |

Nimlot va ser el tercer fill del faraó Xeixonq I (després d'Osorkon I i Iuput I); la seva mare era la reina Patareixnes. Va ser nomenat comandant de tota la infanteria pel seu pare i va estar estacionat a Heracleòpolis Magna (vers el 940 aC) que en aquell moment era un lloc estratègic per al control de l'Egipte Mitjà; Nimlot també va exercir com a governador d'aquesta ciutat. Era molt devot de la deïtat local Herixaf i va emetre un decret on ordenava la restauració de la pràctica perduda de fer un sacrifici diari d'un toro per aquest déu.
Nimlot B està testimoniat per una estàtua de procedència desconeguda avui al Kunsthistorisches Museum de Viena (ÄS 5791), per dues polseres d'or trobades a Sais avui al Museu Britànic (EA 14594-5) i per una estàtua naòfor d'ell agenollada, trobada el 1905 per Ahmed Kamal a Leontòpolis i avui conservada al Museu del Caire (JE 37956).
Es desconeixen els seus predecessors i successors immediats al govern d'Heracleòpolis; el següent governador conegut de la ciutat va ser Nimlot C, que hi va estar al capdavant gairebé un segle més tard.